# Barbara Meier (Curlerin)
Barbara Meier (* 15. Mai 1962) ist eine Schweizer Curlerin. 

## Karriere
Ihr internationales Debüt hatte Meier bei der Weltmeisterschaft 1983 im kanadischen Moose Jaw, wo sie die Goldmedaille gewann. 
Meier spielte als Third der Schweizer Mannschaft bei den XV. Olympischen Winterspielen 1988 in Calgary im Curling. Die Mannschaft belegte den siebten Platz.

## Erfolge
- Weltmeisterin 1983
- 3. Platz Weltmeisterschaft 1985
- 3. Platz Europameisterschaft 1983, 1988